# Henry Burris
(en) Statistiques sur pro-football-reference
(en) Statistiques sur statscrew
Henry Burris, Jr (né le 4 juin 1975 à Spiro en Oklahoma) est un joueur américain de football canadien, évoluant à la position de quart-arrière dans la Ligue canadienne de football (LCF) de 1998 à 2016. Il a joué pour le Rouge et Noir d'Ottawa de 2014 à 2016 et pour les Stampeders de Calgary de 1998 à 2011. Il a également joué pendant deux saisons avec les Tiger-Cats de Hamilton (2013-2014). Il a remporté la coupe Grey à trois reprises: 1998, 2008 et 2016. Dans la National Football League (NFL), il a porté les couleurs des Packers de Green Bay et des Bears de Chicago. Il est membre du Temple de la renommée du football canadien depuis 2020.

## Enfance
Burris étudie à la Spiro High School de Spiro. Il joue dans les équipes de football américain, basket-ball, baseball et athlétisme. Lors de sa dernière année, il remporte le titre du joueur offensif de l'année de l'Oklahoma.

## Carrière

### Université
En 1993, il intègre l'université Temple et commence à jouer dans l'équipe de football américain. Il reste pendant quatre ans comme quarterback, battant vingt records de passes de l'école. Burris sera même nommé à deux reprises joueur de la semaine de la Big East Conference ainsi que co-capitaine de l'équipe lors de sa dernière saison chez les Owls.

### Professionnel
Henry Burris n'est sélectionné par aucune équipe lors de la draft de 1997. Il signe avec l'équipe d'entraînement des Stampeders de Calgary. L'année suivante, il intègre l'équipe principale et devient quart-arrière remplaçant derrière Jeff Garcia et Dave Dickenson ; les Stampeders remportent la coupe Grey cette année-là. En 1999, il devient remplaçant de Dickenson et obtient plus de temps de jeu. Néanmoins, il se tord le ligament croisé antérieur et déclare forfait pour le reste de la saison.
Il signe, en 2000, avec les Roughriders de la Saskatchewan pour devenir quart-arrière titulaire, disputant tous les matchs de la saison comme titulaire. Cette première saison dans un rôle de leader lui permet de se faire remarquer. Les Packers de Green Bay, jouant en NFL, le font signer et est conservé pour l'ouverture de la saison, occupant la troisième place dans la hiérarchie des quarts-arrières, derrière Brett Favre et Doug Pederson. Cependant, il ne joue aucun match et ronge son frein sur le banc des remplaçants. Libéré pendant la saison, il rejoint l'équipe d'entraînement de Green Bay, avec qui il termine l'exercice 2001.
Durant l'entre-saison 2002, Burris signe avec les Bears de Chicago mais garde un poste de remplaçant. Il fait ses débuts en professionnel, jouant six matchs dont un comme titulaire. Le seul match de sa carrière en NFL comme titulaire est le dernier de la saison, face aux Buccaneers de Tampa Bay, meilleur défense de la ligue à ce moment. La rencontre est catastrophique pour Chicago et Burris qui se fait intercepter à quatre reprises ; les Bears s'inclinent 15-0.
Les Bears décident d'envoyer Burris chez les Thunder de Berlin en NFL Europe pour la saison 2003. Alors que l'équipe vient de remporter les deux dernières éditions du World Bowl, elle fait une mauvaise saison avec un 3-7, se classant à la dernière place du championnat. Burris quitte le système de la NFL et retourne en Ligue canadienne de football.
Après un retour comme remplaçant chez les Roughriders de la Saskatchewan, il fait une saison comme titulaire avant de rejoindre une autre équipe qu'il a côtoyé, les Stampeders de Calgary. Au départ, les Roughriders lui proposent un nouveau contrat mais il décline la proposition. Burris porte, pendant trois saisons, son équipe en éliminatoires, avant de remporter, pour la seconde fois de sa carrière, la coupe Grey, face aux Alouettes de Montréal. Burris est nommé meilleur joueur du match. En 2010, il remporte le titre de meilleur joueur de la saison. La saison 2011 laisse un goût amer à l'ancien étudiant de l'université Temple. En fin de saison, l'équipe montre des lacunes offensives et Burris se voit positionner sur un siège éjectable. Il est remplacé par Drew Tate. Dès la saison achevée, beaucoup de doutes apparaissent sur l'avenir du quart-arrière au sein des Stampeders de Calgary. Refusant un poste de remplaçant, Burris est échangé aux Tiger-Cats de Hamilton contre Kevin Glenn et Mark Dewit.
La première saison de Burris avec les Tiger-Cats est positive malgré le score de 6-12 affiché par Hamilton en fin de saison, dû à des soucis défensifs. Le 13 septembre 2013, il devient le cinquième quart-arrière de l'histoire de la LCF à passer la barre des 50 000 verges (yards en Europe) à la passe. Burris et Hamilton arrivent à se hisser jusqu'en finale de la Coupe Grey mais doivent s'incliner face aux Roughriders de la Saskatchewan 45-23. Son contrat arrivant à expiration, il est résilié le 30 janvier 2014.
Le 4 février 2014, Burris intègre l'équipe des Rouge et Noir d'Ottawa, qui vont disputer leur première saison en LCF. Pour le camp d'entraînement, il est mis en concurrence avec Thomas DeMarco, Matt Faulkner et Kevin Glenn, mais obtient le poste de quart partant. Sa première saison à Ottawa est désastreuse, avec une fiche de 2-16, mais la seconde est bien meilleure avec 12 victoires et 6 défaites. Enfin, à sa troisième saison, Burris remporte la coupe Grey pour la troisième fois de sa carrière à l'âge de 41 ans. Au mois de janvier 2017 il annonce sa retraite.

## Carrière d'entraîneur
Burris passe deux saisons dans l'équipe d'entraîneurs des Bears de Chicago en 2020 et 2021 avant d'accepter en mars 2022 un poste de conseiller à l'offensive chez les Lions de la Colombie-Britannique. Il renonce cependant à ce poste 10 jours plus tard pour poursuivre d'autres opportunités dans la NFL.

## Palmarès
- Vainqueur de la coupe Grey en 1998, 2008 et 2016
- Joueur par excellence du match de la coupe Grey en 2008 et 2016
- Joueur par excellence de la Ligue canadienne de football en 2010 et 2015
- Trophée Terry-Evanshen (joueur par excellence de la division Est) en 2015
- Trophée Jeff-Nicklin (joueur par excellence de la division Ouest) en 2008 et 2010
- Trophée Tom-Pate (esprit sportif et engagement communautaire) en 2015
- Équipe d'étoiles de la LCF en 2010 et 2015
- Intronisé au Temple de la renommée du football canadien en 2020[3]
- En date de 2016 se classe troisième de l'histoire de la LCF pour les verges par la passe (63 369) et les passes de touché (373).
- Cinquième quart-arrière de l'histoire de la LCF à dépasser les 50 000 verges à la passe.